# 小国重頼
小国 重頼（おぐに しげより、生年不詳 - 慶長6年5月1日（1601年6月1日））は、戦国時代の越後国の武将。越後上杉氏家臣。小国頼久の子。通称・刑部少輔、三河守。別称に頼村、実頼。『上杉年譜』によると名は真将とあり、父の名は義真となっている。
源頼光の子孫とされる小国氏の末裔。天神山城主。
天正元年（1573年）の軍役帳に重頼が当主となっている。上杉謙信に仕え、武勇に誉れがあったというが天正8年（1580年）には石見守（頼恭）の名前が天神山城主として登場。
天正10年（1582年）小国氏の家中で内紛があった事もあり、上杉景勝の命により直江兼続の実弟で樋口兼豊の次男・与七が養子となって、小国実頼と名乗る事になる。後に実頼は名字を大国と改めた為、小国氏は重頼の実子の秀安の系統が続く事になる。